# Paris-Tours 2023
Le Paris-Tours 2023 est la 117e édition de cette course cycliste masculine sur route. Il a lieu le 8 octobre 2023 entre Chartres et Tours, sur une distance de 213,9 kilomètres, et fait partie du calendrier des UCI ProSeries, le deuxième niveau de compétition dans l'ordre d'importance du cyclisme sur route masculin, en catégorie 1.Pro. 

## Présentation

### Parcours
Cette édition comporte dix chemins de vignes pour une distance cumulée de 10 kilomètres, ne variant guère par rapport aux éditions précédentes. La plus longue (1 600 m) de ces sections de chemins de vignes est la neuvième dénommée Peu Morier, parcourue après 191,4 km. La dernière des huit côtes répertoriées est la côte de Rochecorbon dont le pied présente un pourcentage de 13 % et le sommet se situe à 10,5 km de l'arrivée à Tours. Les huit côtes et les dix chemins de vignes sont tous parcourus dans le dernier tiers de la course, à partir de la commune de Limeray.

### Équipes
Vingt-quatre équipes sont au départ de la course : treize équipes UCI WorldTeam, sept équipes continentales professionnelles et quatre équipes continentales.
| WorldTeams (12)- AG2R Citroën Team - Alpecin-Deceuninck - Bora-Hansgrohe - Cofidis - EF Education-EasyPost - Groupama-FDJ - Intermarché-Circus-Wanty - Jumbo-Visma - Lidl-Trek - Arkéa-Samsic - Team DSM-Firmenich - UAE Team Emirates ProTeams (7)- Bingoal WB - Equipo Kern Pharma - Israel-Premier Tech - Lotto Dstny - Q36.5 Pro Cycling Team - TotalEnergies - Uno-X Pro Cycling Team Équipes continentales (4)- CIC U Nantes Atlantique - Nice Métropole Côte d'Azur - Saint Michel-Mavic-Auber 93 - Van Rysel-Roubaix Lille Métropole |
| |

### Favoris et principaux participants
Les sprinteurs sont souvent cités comme favoris. Les deux principaux vainqueurs potentiels sont le Français Arnaud Démare (Arkéa-Samsic), double tenant du titre et récent double vainqueur sous ses nouvelles couleurs du Tour de Vendée et de Paris-Bourges, et le Belge Arnaud De Lie, deuxième à Bourges et double vainqueur au Circuit franco-belge et à la Famenne Ardenne Classic. Les autres favoris sont le nouveau champion d’Europe Christophe Laporte (Jumbo-Visma), l'Australien Kaden Groves (Alpecin-Deceuninck), qui a dominé les sprints du Tour d’Espagne, le Belge Jordi Meeus (Bora Hansgrohe), le Français Bryan Coquard (Cofidis) et le Néerlandais Danny Van Poppel (Bora Hansgrohe). Parmi les outsiders prétendant à la victoire, on peut citer le vétéran italien Giacomo Nizzolo (Israel-Premier Tech), le Français Paul Penhoët (Groupama-FDJ) ou l'Allemand John Degenkolb (Team DSM-Firmenich).
Cette course clôture les longues carrières professionnelles sur route du Français Tony Gallopin (Lidl-Trek) et du Belge Greg Van Avermaet (AG2R-Citroën), champion olympique en 2016 et numéro 1 mondial en 2017.

## Déroulement de la course
En début de course, cinq hommes forment l'échappée du jour. Les cinq fuyards abordent le premier chemin de vigne (à 70 km de l'arrivée) avec trois minutes d'avance sur le peloton. À 44 km de l'arrivée, le Britannique Lewis Askey (Groupama FDJ) lâche ses compagnons d'échappée et s'isole en tête. Askey compte encore une minute d'avance à 30 km du but sur un peloton qui s'est regroupé après quelques vaines contre-attaques. À 21 km de Tours, sur l'avant-dernier chemin de vigne, quatre coureurs s'extirpent du peloton et partent en chasse derrière Askey. Ces quatre hommes sont les Français Joris Delbove (Saint Michel-Mavic-Auber 93) et Olivier Le Gac (Groupama FDJ), le Norvégien Tobias Halland Johannessen (Uno X) et l'Américain Riley Sheehan (Israel-Premier Tech). Ils reviennent sur Askey à une quinzaine de kilomètres de l'arrivée. Bien que l'avance des cinq hommes de tête ne soit jamais importante, oscillant entre 15 et 25 secondes d'avance sur le peloton, ils résistent et se disputent la victoire où le surprenant Riley Sheehan, stagiaire de l'équipe Israel-Premier Tech, s'impose au sprint devant Lewis Askey, le rescapé de l'échappée initiale.

## Classement final
| \| Classement général \| Classement général \| Classement général \| Classement général \| Classement général \| \| Coureur \| Coureur \| Pays \| Équipe \| Temps \| \| ------------------ \| ------------------ \| ------------------ \| --------------------------- \| ------------------ \| \| 1er \| Riley Sheehan \| États-Unis \| Israel-Premier Tech \| 4 h 39 min 05 s \| \| 2e \| Lewis Askey \| Royaume-Uni \| Groupama-FDJ \| + 0 s \| \| 3e \| Tobias Johannessen \| Norvège \| Uno-X Pro Cycling Team \| + 0 s \| \| 4e \| Joris Delbove \| France \| Saint Michel-Mavic-Auber 93 \| + 0 s \| \| 5e \| Olivier Le Gac \| France \| Groupama-FDJ \| + 7 s \| \| 6e \| Christophe Laporte \| France \| Jumbo-Visma \| + 9 s \| \| 7e \| Tom Van Asbroeck \| Belgique \| Israel-Premier Tech \| + 9 s \| \| 8e \| Arnaud Démare \| France \| Arkéa-Samsic \| + 9 s \| \| 9e \| Edward Theuns \| Belgique \| Lidl-Trek \| + 9 s \| \| 10e \| Paul Penhoët \| France \| Groupama-FDJ \| + 9 s \| |                    |             |                             |                 |
| |                    |             |                             |                 |
| Source : ProCyclingStats |                    |             |                             |                 |
| Classement général |                    |             |                             |                 |
| Coureur | Coureur            | Pays        | Équipe                      | Temps           |
| 1er | Riley Sheehan      | États-Unis  | Israel-Premier Tech         | 4 h 39 min 05 s |
| 2e | Lewis Askey        | Royaume-Uni | Groupama-FDJ                | + 0 s           |
| 3e | Tobias Johannessen | Norvège     | Uno-X Pro Cycling Team      | + 0 s           |
| 4e | Joris Delbove      | France      | Saint Michel-Mavic-Auber 93 | + 0 s           |
| 5e | Olivier Le Gac     | France      | Groupama-FDJ                | + 7 s           |
| 6e | Christophe Laporte | France      | Jumbo-Visma                 | + 9 s           |
| 7e | Tom Van Asbroeck   | Belgique    | Israel-Premier Tech         | + 9 s           |
| 8e | Arnaud Démare      | France      | Arkéa-Samsic                | + 9 s           |
| 9e | Edward Theuns      | Belgique    | Lidl-Trek                   | + 9 s           |
| 10e | Paul Penhoët       | France      | Groupama-FDJ                | + 9 s           |

### Classements UCI
La course attribue des points au Classement mondial UCI 2023 selon le barème suivant.
| Position           | 1er | 2e  | 3e  | 4e  | 5e | 6e | 7e | 8e | 9e | 10e | 11e | 12e | 13e | 14e | 15e | 16e à 30e | 31e à 40e |
| Classement général | 200 | 150 | 125 | 100 | 85 | 70 | 60 | 50 | 40 | 35  | 30  | 25  | 20  | 15  | 10  | 5         | 3         |

## Liste des participants
| Arkéa-Samsic ARK | Arkéa-Samsic ARK      | Arkéa-Samsic ARK |
| ---------------- | --------------------- | ---------------- |
| Num              | Coureur               | Pos              |
| 1                | Arnaud Démare (FRA)   | 8e               |
| 2                | Jenthe Biermans (BEL) | 38e              |
| 3                | Matîs Louvel (FRA)    | 86e              |
| 4                | Daniel McLay (GBR)    | AB               |
| 5                | Luca Mozzato (ITA)    | 108e             |
| 6                | Łukasz Owsian (POL)   | 118e             |
| 7                | Clément Russo (FRA)   | 83e              |

| Jumbo-Visma TJV | Jumbo-Visma TJV                  | Jumbo-Visma TJV |
| --------------- | -------------------------------- | --------------- |
| Num             | Coureur                          | Pos             |
| 11              | Christophe Laporte (FRA) (route) | 6e              |
| 12              | Edoardo Affini (ITA)             | 131e            |
| 13              | Lars Boven (NED)                 | 137e            |
| 14              | Per Strand Hagenes (NOR)         | 68e             |
| 15              | Dylan van Baarle (NED) (route)   | 34e             |
| 16              | Jos van Emden (NED)              | 128e            |

| AG2R Citroën Team ACT | AG2R Citroën Team ACT   | AG2R Citroën Team ACT |
| --------------------- | ----------------------- | --------------------- |
| Num                   | Coureur                 | Pos                   |
| 21                    | Greg Van Avermaet (BEL) | 58e                   |
| 22                    | Franck Bonnamour (FRA)  | 129e                  |
| 23                    | Benoît Cosnefroy (FRA)  | 54e                   |
| 24                    | Stan Dewulf (BEL)       | 27e                   |
| 25                    | Dorian Godon (FRA)      | 60e                   |
| 26                    | Oliver Naesen (BEL)     | 117e                  |
| 27                    | Michael Schär (SUI)     | 120e                  |

| UAE Team Emirates UAD | UAE Team Emirates UAD      | UAE Team Emirates UAD |
| --------------------- | -------------------------- | --------------------- |
| Num                   | Coureur                    | Pos                   |
| 31                    | Matteo Trentin (ITA)       | 107e                  |
| 32                    | Pascal Ackermann (GER)     | AB                    |
| 33                    | Ivo Oliveira (POR) (route) | 41e                   |
| 34                    | Mikkel Bjerg (DEN)         | AB                    |
| 35                    | Sebastián Molano (COL)     | AB                    |
| 36                    | Tim Wellens (BEL)          | 39e                   |

| Lidl-Trek LTK | Lidl-Trek LTK             | Lidl-Trek LTK |
| ------------- | ------------------------- | ------------- |
| Num           | Coureur                   | Pos           |
| 41            | Tony Gallopin (FRA)       | 64e           |
| 42            | Daan Hoole (NED)          | 66e           |
| 43            | Alex Kirsch (LUX) (route) | 76e           |
| 44            | Toms Skujiņš (LAT)        | 65e           |
| 45            | Jasper Stuyven (BEL)      | 37e           |
| 46            | Edward Theuns (BEL)       | 9e            |
| 47            | Otto Vergaerde (BEL)      | 115e          |

| Lotto Dstny LTD | Lotto Dstny LTD          | Lotto Dstny LTD |
| --------------- | ------------------------ | --------------- |
| Num             | Coureur                  | Pos             |
| 51              | Arnaud De Lie (BEL)      | AB              |
| 52              | Cédric Beullens (BEL)    | AB              |
| 53              | Victor Campenaerts (BEL) | 42e             |
| 54              | Frederik Frison (BEL)    | 24e             |
| 55              | Sébastien Grignard (BEL) | 124e            |
| 56              | Alec Segaert (BEL)       | 122e            |
| 57              | Brent Van Moer (BEL)     | 48e             |

| Groupama-FDJ GFC | Groupama-FDJ GFC      | Groupama-FDJ GFC |
| ---------------- | --------------------- | ---------------- |
| Num              | Coureur               | Pos              |
| 61               | Paul Penhoët (FRA)    | 10e              |
| 62               | Lewis Askey (GBR)     | 2e               |
| 63               | Kevin Geniets (LUX)   | 33e              |
| 64               | Olivier Le Gac (FRA)  | 5e               |
| 65               | Fabian Lienhard (SUI) | 31e              |
| 66               | Laurence Pithie (NZL) | 36e              |
| 67               | Samuel Watson (GBR)   | 91e              |

| Bora-Hansgrohe BOH | Bora-Hansgrohe BOH     | Bora-Hansgrohe BOH |
| ------------------ | ---------------------- | ------------------ |
| Num                | Coureur                | Pos                |
| 71                 | Jordi Meeus (BEL)      | 49e                |
| 72                 | Shane Archbold (NZL)   | HD                 |
| 73                 | Patrick Gamper (AUT)   | 105e               |
| 74                 | Jonas Koch (GER)       | AB                 |
| 75                 | Ryan Mullen (IRL)      | 95e                |
| 76                 | Danny van Poppel (NED) | 141e               |

| Alpecin-Deceuninck ADC | Alpecin-Deceuninck ADC    | Alpecin-Deceuninck ADC |
| ---------------------- | ------------------------- | ---------------------- |
| Num                    | Coureur                   | Pos                    |
| 81                     | Kaden Groves (AUS)        | 35e                    |
| 82                     | Maurice Ballerstedt (GER) | 72e                    |
| 83                     | Lennert Belmans (BEL)     | 82e                    |
| 84                     | Dries De Bondt (BEL)      | 17e                    |
| 85                     | Silvan Dillier (SUI)      | 119e                   |
| 86                     | Jonas Rickaert (BEL)      | 114e                   |
| 87                     | Henri Uhlig (GER)         | 134e                   |

| Cofidis COF | Cofidis COF               | Cofidis COF |
| ----------- | ------------------------- | ----------- |
| Num         | Coureur                   | Pos         |
| 91          | Bryan Coquard (FRA)       | 19e         |
| 92          | Davide Cimolai (ITA)      | AB          |
| 93          | Alexandre Delettre (FRA)  | 46e         |
| 94          | Eddy Finé (FRA)           | 47e         |
| 95          | Oliver Knight (GBR)       | 113e        |
| 96          | Pierre-Luc Périchon (FRA) | 32e         |
| 97          | Alexis Renard (FRA)       | 139e        |

| Team DSM-Firmenich DSM | Team DSM-Firmenich DSM    | Team DSM-Firmenich DSM |
| ---------------------- | ------------------------- | ---------------------- |
| Num                    | Coureur                   | Pos                    |
| 101                    | John Degenkolb (GER)      | 11e                    |
| 102                    | Pavel Bittner (CZE)       | 67e                    |
| 103                    | Alexander Edmondson (AUS) | AB                     |
| 104                    | Nils Eekhoff (NED)        | 45e                    |
| 105                    | Sean Flynn (GBR)          | 52e                    |
| 106                    | Frank van den Broek (NED) | 96e                    |
| 107                    | Casper van Uden (NED)     | 89e                    |

| Intermarché-Circus-Wanty ICW | Intermarché-Circus-Wanty ICW | Intermarché-Circus-Wanty ICW |
| ---------------------------- | ---------------------------- | ---------------------------- |
| Num                          | Coureur                      | Pos                          |
| 111                          | Biniam Girmay (ERI)          | 14e                          |
| 112                          | Aimé De Gendt (BEL)          | 40e                          |
| 113                          | Rune Herregodts (BEL)        | 102e                         |
| 114                          | Hugo Page (FRA)              | 79e                          |
| 115                          | Adrien Petit (FRA)           | 90e                          |
| 116                          | Baptiste Planckaert (BEL)    | AB                           |
| 117                          | Mike Teunissen (NED)         | 28e                          |

| TotalEnergies TEN | TotalEnergies TEN       | TotalEnergies TEN |
| ----------------- | ----------------------- | ----------------- |
| Num               | Coureur                 | Pos               |
| 121               | Anthony Turgis (FRA)    | 13e               |
| 122               | Fabien Doubey (FRA)     | 80e               |
| 123               | Sandy Dujardin (FRA)    | 50e               |
| 124               | Émilien Jeannière (FRA) | 85e               |
| 125               | Geoffrey Soupe (FRA)    | 77e               |
| 126               | Jason Tesson (FRA)      | 84e               |
| 127               | Dries Van Gestel (BEL)  | 51e               |

| EF Education-EasyPost EFE | EF Education-EasyPost EFE | EF Education-EasyPost EFE |
| ------------------------- | ------------------------- | ------------------------- |
| Num                       | Coureur                   | Pos                       |
| 131                       | Magnus Cort Nielsen (DEN) | 103e                      |
| 132                       | Stefan Bissegger (SUI)    | 18e                       |
| 133                       | Owain Doull (GBR)         | 59e                       |
| 134                       | Jens Keukeleire (BEL)     | 25e                       |
| 135                       | Jonas Rutsch (GER)        | 101e                      |
| 136                       | Thomas Scully (NZL)       | 136e                      |
| 137                       | Łukasz Wiśniowski (POL)   | AB                        |

| Uno-X Pro Cycling Team UXT | Uno-X Pro Cycling Team UXT   | Uno-X Pro Cycling Team UXT |
| -------------------------- | ---------------------------- | -------------------------- |
| Num                        | Coureur                      | Pos                        |
| 141                        | Rasmus Tiller (NOR)          | 12e                        |
| 142                        | Jonas Abrahamsen (NOR)       | 93e                        |
| 143                        | Martin Bugge Urianstad (NOR) | 94e                        |
| 144                        | Tobias Johannessen (NOR)     | 3e                         |
| 145                        | William Blume Levy (DEN)     | 87e                        |
| 146                        | Erik Nordsæter Resell (NOR)  | 22e                        |
| 147                        | Søren Wærenskjold (NOR)      | 88e                        |

| Israel-Premier Tech IPT | Israel-Premier Tech IPT | Israel-Premier Tech IPT |
| ----------------------- | ----------------------- | ----------------------- |
| Num                     | Coureur                 | Pos                     |
| 151                     | Giacomo Nizzolo (ITA)   | 15e                     |
| 152                     | Derek Gee (CAN)         | 44e                     |
| 153                     | Reto Hollenstein (SUI)  | 30e                     |
| 154                     | Nadav Raisberg (ISR)    | 20e                     |
| 155                     | Riley Sheehan (USA)     | 1er                     |
| 156                     | Tom Van Asbroeck (BEL)  | 7e                      |
| 157                     | Rick Zabel (GER)        | 140e                    |

| Saint Michel-Mavic-Auber 93 AUB | Saint Michel-Mavic-Auber 93 AUB | Saint Michel-Mavic-Auber 93 AUB |
| ------------------------------- | ------------------------------- | ------------------------------- |
| Num                             | Coureur                         | Pos                             |
| 161                             | Romain Cardis (FRA)             | 71e                             |
| 162                             | Nicolas Debeaumarché (FRA)      | 63e                             |
| 163                             | Théo Delacroix (FRA)            | AB                              |
| 164                             | Joris Delbove (FRA)             | 4e                              |
| 165                             | Thomas Gachignard (FRA)         | 29e                             |
| 166                             | Anthony Maldonado (FRA)         | 125e                            |
| 167                             | Flavien Maurelet (FRA)          | 126e                            |

| Q36.5 Pro Cycling Team Q36 | Q36.5 Pro Cycling Team Q36 | Q36.5 Pro Cycling Team Q36 |
| -------------------------- | -------------------------- | -------------------------- |
| Num                        | Coureur                    | Pos                        |
| 171                        | Jack Bauer (NZL)           | 100e                       |
| 172                        | Tom Devriendt (BEL)        | 53e                        |
| 173                        | Tobias Ludvigsson (SWE)    | 109e                       |
| 174                        | Nicolò Parisini (ITA)      | 106e                       |
| 175                        | Joey Rosskopf (USA)        | 99e                        |
| 176                        | Szymon Sajnok (POL)        | AB                         |

| Van Rysel-Roubaix Lille Métropole VRL | Van Rysel-Roubaix Lille Métropole VRL | Van Rysel-Roubaix Lille Métropole VRL |
| ------------------------------------- | ------------------------------------- | ------------------------------------- |
| Num                                   | Coureur                               | Pos                                   |
| 181                                   | Thomas Boudat (FRA)                   | AB                                    |
| 182                                   | Célestin Guillon (FRA)                | 61e                                   |
| 183                                   | Maxime Jarnet (FRA)                   | 130e                                  |
| 184                                   | Jérémy Leveau (FRA)                   | 26e                                   |
| 185                                   | Kenny Molly (BEL)                     | 116e                                  |
| 186                                   | Valentin Tabellion (FRA)              | 75e                                   |
| 187                                   | Norman Vahtra (EST)                   | 97e                                   |

| Bingoal WB BWB | Bingoal WB BWB                 | Bingoal WB BWB |
| -------------- | ------------------------------ | -------------- |
| Num            | Coureur                        | Pos            |
| 191            | Cériel Desal (BEL)             | 92e            |
| 192            | Luca De Meester (BEL)          | 55e            |
| 193            | Floris De Tier (BEL)           | 110e           |
| 194            | Louka Matthys (BEL)            | 78e            |
| 195            | Dimitri Peyskens (BEL)         | 23e            |
| 196            | Luca Van Boven (BEL)           | 16e            |
| 197            | Guillaume Van Keirsbulck (BEL) | 132e           |

| CIC U Nantes Atlantique UCN | CIC U Nantes Atlantique UCN | CIC U Nantes Atlantique UCN |
| --------------------------- | --------------------------- | --------------------------- |
| Num                         | Coureur                     | Pos                         |
| 201                         | Maël Guégan (FRA)           | 73e                         |
| 202                         | Enzo Boulet (FRA)           | 138e                        |
| 203                         | Enzo Briand (FRA)           | 111e                        |
| 204                         | Léo Danès (FRA)             | 74e                         |
| 205                         | Jordan Jegat (FRA)          | 69e                         |
| 206                         | Yaël Joalland (FRA)         | 98e                         |
| 207                         | Nolann Mahoudo (FRA)        | 70e                         |

| Equipo Kern Pharma EKP | Equipo Kern Pharma EKP   | Equipo Kern Pharma EKP |
| ---------------------- | ------------------------ | ---------------------- |
| Num                    | Coureur                  | Pos                    |
| 211                    | Roger Adrià (ESP)        | 21e                    |
| 212                    | Igor Arrieta (ESP)       | 62e                    |
| 213                    | Urko Berrade (ESP)       | 57e                    |
| 214                    | Álex Jaime (ESP)         | 104e                   |
| 215                    | Martí Márquez (ESP)      | 123e                   |
| 216                    | Pau Miquel (ESP)         | 43e                    |
| 217                    | Danny van der Tuuk (NED) | 135e                   |

| Nice Métropole Côte d'Azur NMC | Nice Métropole Côte d'Azur NMC | Nice Métropole Côte d'Azur NMC |
| ------------------------------ | ------------------------------ | ------------------------------ |
| Num                            | Coureur                        | Pos                            |
| 221                            | Jonathan Couanon (FRA)         | 112e                           |
| 222                            | Tristan Delacroix (FRA)        | 121e                           |
| 223                            | Damien Girard (FRA)            | AB                             |
| 224                            | Paul Hennequin (FRA)           | 133e                           |
| 225                            | Jean-Louis Le Ny (FRA)         | 56e                            |
| 226                            | Axel Narbonne-Zuccarelli (FRA) | 127e                           |
| 227                            | Larry Valvasori (LUX)          | 81e                            |

| Arkéa-Samsic ARK | Arkéa-Samsic ARK      | Arkéa-Samsic ARK |
| ---------------- | --------------------- | ---------------- |
| Num              | Coureur               | Pos              |
| 1                | Arnaud Démare (FRA)   | 8e               |
| 2                | Jenthe Biermans (BEL) | 38e              |
| 3                | Matîs Louvel (FRA)    | 86e              |
| 4                | Daniel McLay (GBR)    | AB               |
| 5                | Luca Mozzato (ITA)    | 108e             |
| 6                | Łukasz Owsian (POL)   | 118e             |
| 7                | Clément Russo (FRA)   | 83e              |

| Jumbo-Visma TJV | Jumbo-Visma TJV                  | Jumbo-Visma TJV |
| --------------- | -------------------------------- | --------------- |
| Num             | Coureur                          | Pos             |
| 11              | Christophe Laporte (FRA) (route) | 6e              |
| 12              | Edoardo Affini (ITA)             | 131e            |
| 13              | Lars Boven (NED)                 | 137e            |
| 14              | Per Strand Hagenes (NOR)         | 68e             |
| 15              | Dylan van Baarle (NED) (route)   | 34e             |
| 16              | Jos van Emden (NED)              | 128e            |

| AG2R Citroën Team ACT | AG2R Citroën Team ACT   | AG2R Citroën Team ACT |
| --------------------- | ----------------------- | --------------------- |
| Num                   | Coureur                 | Pos                   |
| 21                    | Greg Van Avermaet (BEL) | 58e                   |
| 22                    | Franck Bonnamour (FRA)  | 129e                  |
| 23                    | Benoît Cosnefroy (FRA)  | 54e                   |
| 24                    | Stan Dewulf (BEL)       | 27e                   |
| 25                    | Dorian Godon (FRA)      | 60e                   |
| 26                    | Oliver Naesen (BEL)     | 117e                  |
| 27                    | Michael Schär (SUI)     | 120e                  |

| UAE Team Emirates UAD | UAE Team Emirates UAD      | UAE Team Emirates UAD |
| --------------------- | -------------------------- | --------------------- |
| Num                   | Coureur                    | Pos                   |
| 31                    | Matteo Trentin (ITA)       | 107e                  |
| 32                    | Pascal Ackermann (GER)     | AB                    |
| 33                    | Ivo Oliveira (POR) (route) | 41e                   |
| 34                    | Mikkel Bjerg (DEN)         | AB                    |
| 35                    | Sebastián Molano (COL)     | AB                    |
| 36                    | Tim Wellens (BEL)          | 39e                   |

| Lidl-Trek LTK | Lidl-Trek LTK             | Lidl-Trek LTK |
| ------------- | ------------------------- | ------------- |
| Num           | Coureur                   | Pos           |
| 41            | Tony Gallopin (FRA)       | 64e           |
| 42            | Daan Hoole (NED)          | 66e           |
| 43            | Alex Kirsch (LUX) (route) | 76e           |
| 44            | Toms Skujiņš (LAT)        | 65e           |
| 45            | Jasper Stuyven (BEL)      | 37e           |
| 46            | Edward Theuns (BEL)       | 9e            |
| 47            | Otto Vergaerde (BEL)      | 115e          |

| Lotto Dstny LTD | Lotto Dstny LTD          | Lotto Dstny LTD |
| --------------- | ------------------------ | --------------- |
| Num             | Coureur                  | Pos             |
| 51              | Arnaud De Lie (BEL)      | AB              |
| 52              | Cédric Beullens (BEL)    | AB              |
| 53              | Victor Campenaerts (BEL) | 42e             |
| 54              | Frederik Frison (BEL)    | 24e             |
| 55              | Sébastien Grignard (BEL) | 124e            |
| 56              | Alec Segaert (BEL)       | 122e            |
| 57              | Brent Van Moer (BEL)     | 48e             |

| Groupama-FDJ GFC | Groupama-FDJ GFC      | Groupama-FDJ GFC |
| ---------------- | --------------------- | ---------------- |
| Num              | Coureur               | Pos              |
| 61               | Paul Penhoët (FRA)    | 10e              |
| 62               | Lewis Askey (GBR)     | 2e               |
| 63               | Kevin Geniets (LUX)   | 33e              |
| 64               | Olivier Le Gac (FRA)  | 5e               |
| 65               | Fabian Lienhard (SUI) | 31e              |
| 66               | Laurence Pithie (NZL) | 36e              |
| 67               | Samuel Watson (GBR)   | 91e              |

| Bora-Hansgrohe BOH | Bora-Hansgrohe BOH     | Bora-Hansgrohe BOH |
| ------------------ | ---------------------- | ------------------ |
| Num                | Coureur                | Pos                |
| 71                 | Jordi Meeus (BEL)      | 49e                |
| 72                 | Shane Archbold (NZL)   | HD                 |
| 73                 | Patrick Gamper (AUT)   | 105e               |
| 74                 | Jonas Koch (GER)       | AB                 |
| 75                 | Ryan Mullen (IRL)      | 95e                |
| 76                 | Danny van Poppel (NED) | 141e               |

| Alpecin-Deceuninck ADC | Alpecin-Deceuninck ADC    | Alpecin-Deceuninck ADC |
| ---------------------- | ------------------------- | ---------------------- |
| Num                    | Coureur                   | Pos                    |
| 81                     | Kaden Groves (AUS)        | 35e                    |
| 82                     | Maurice Ballerstedt (GER) | 72e                    |
| 83                     | Lennert Belmans (BEL)     | 82e                    |
| 84                     | Dries De Bondt (BEL)      | 17e                    |
| 85                     | Silvan Dillier (SUI)      | 119e                   |
| 86                     | Jonas Rickaert (BEL)      | 114e                   |
| 87                     | Henri Uhlig (GER)         | 134e                   |

| Cofidis COF | Cofidis COF               | Cofidis COF |
| ----------- | ------------------------- | ----------- |
| Num         | Coureur                   | Pos         |
| 91          | Bryan Coquard (FRA)       | 19e         |
| 92          | Davide Cimolai (ITA)      | AB          |
| 93          | Alexandre Delettre (FRA)  | 46e         |
| 94          | Eddy Finé (FRA)           | 47e         |
| 95          | Oliver Knight (GBR)       | 113e        |
| 96          | Pierre-Luc Périchon (FRA) | 32e         |
| 97          | Alexis Renard (FRA)       | 139e        |

| Team DSM-Firmenich DSM | Team DSM-Firmenich DSM    | Team DSM-Firmenich DSM |
| ---------------------- | ------------------------- | ---------------------- |
| Num                    | Coureur                   | Pos                    |
| 101                    | John Degenkolb (GER)      | 11e                    |
| 102                    | Pavel Bittner (CZE)       | 67e                    |
| 103                    | Alexander Edmondson (AUS) | AB                     |
| 104                    | Nils Eekhoff (NED)        | 45e                    |
| 105                    | Sean Flynn (GBR)          | 52e                    |
| 106                    | Frank van den Broek (NED) | 96e                    |
| 107                    | Casper van Uden (NED)     | 89e                    |

| Intermarché-Circus-Wanty ICW | Intermarché-Circus-Wanty ICW | Intermarché-Circus-Wanty ICW |
| ---------------------------- | ---------------------------- | ---------------------------- |
| Num                          | Coureur                      | Pos                          |
| 111                          | Biniam Girmay (ERI)          | 14e                          |
| 112                          | Aimé De Gendt (BEL)          | 40e                          |
| 113                          | Rune Herregodts (BEL)        | 102e                         |
| 114                          | Hugo Page (FRA)              | 79e                          |
| 115                          | Adrien Petit (FRA)           | 90e                          |
| 116                          | Baptiste Planckaert (BEL)    | AB                           |
| 117                          | Mike Teunissen (NED)         | 28e                          |

| TotalEnergies TEN | TotalEnergies TEN       | TotalEnergies TEN |
| ----------------- | ----------------------- | ----------------- |
| Num               | Coureur                 | Pos               |
| 121               | Anthony Turgis (FRA)    | 13e               |
| 122               | Fabien Doubey (FRA)     | 80e               |
| 123               | Sandy Dujardin (FRA)    | 50e               |
| 124               | Émilien Jeannière (FRA) | 85e               |
| 125               | Geoffrey Soupe (FRA)    | 77e               |
| 126               | Jason Tesson (FRA)      | 84e               |
| 127               | Dries Van Gestel (BEL)  | 51e               |

| EF Education-EasyPost EFE | EF Education-EasyPost EFE | EF Education-EasyPost EFE |
| ------------------------- | ------------------------- | ------------------------- |
| Num                       | Coureur                   | Pos                       |
| 131                       | Magnus Cort Nielsen (DEN) | 103e                      |
| 132                       | Stefan Bissegger (SUI)    | 18e                       |
| 133                       | Owain Doull (GBR)         | 59e                       |
| 134                       | Jens Keukeleire (BEL)     | 25e                       |
| 135                       | Jonas Rutsch (GER)        | 101e                      |
| 136                       | Thomas Scully (NZL)       | 136e                      |
| 137                       | Łukasz Wiśniowski (POL)   | AB                        |

| Uno-X Pro Cycling Team UXT | Uno-X Pro Cycling Team UXT   | Uno-X Pro Cycling Team UXT |
| -------------------------- | ---------------------------- | -------------------------- |
| Num                        | Coureur                      | Pos                        |
| 141                        | Rasmus Tiller (NOR)          | 12e                        |
| 142                        | Jonas Abrahamsen (NOR)       | 93e                        |
| 143                        | Martin Bugge Urianstad (NOR) | 94e                        |
| 144                        | Tobias Johannessen (NOR)     | 3e                         |
| 145                        | William Blume Levy (DEN)     | 87e                        |
| 146                        | Erik Nordsæter Resell (NOR)  | 22e                        |
| 147                        | Søren Wærenskjold (NOR)      | 88e                        |

| Israel-Premier Tech IPT | Israel-Premier Tech IPT | Israel-Premier Tech IPT |
| ----------------------- | ----------------------- | ----------------------- |
| Num                     | Coureur                 | Pos                     |
| 151                     | Giacomo Nizzolo (ITA)   | 15e                     |
| 152                     | Derek Gee (CAN)         | 44e                     |
| 153                     | Reto Hollenstein (SUI)  | 30e                     |
| 154                     | Nadav Raisberg (ISR)    | 20e                     |
| 155                     | Riley Sheehan (USA)     | 1er                     |
| 156                     | Tom Van Asbroeck (BEL)  | 7e                      |
| 157                     | Rick Zabel (GER)        | 140e                    |

| Saint Michel-Mavic-Auber 93 AUB | Saint Michel-Mavic-Auber 93 AUB | Saint Michel-Mavic-Auber 93 AUB |
| ------------------------------- | ------------------------------- | ------------------------------- |
| Num                             | Coureur                         | Pos                             |
| 161                             | Romain Cardis (FRA)             | 71e                             |
| 162                             | Nicolas Debeaumarché (FRA)      | 63e                             |
| 163                             | Théo Delacroix (FRA)            | AB                              |
| 164                             | Joris Delbove (FRA)             | 4e                              |
| 165                             | Thomas Gachignard (FRA)         | 29e                             |
| 166                             | Anthony Maldonado (FRA)         | 125e                            |
| 167                             | Flavien Maurelet (FRA)          | 126e                            |

| Q36.5 Pro Cycling Team Q36 | Q36.5 Pro Cycling Team Q36 | Q36.5 Pro Cycling Team Q36 |
| -------------------------- | -------------------------- | -------------------------- |
| Num                        | Coureur                    | Pos                        |
| 171                        | Jack Bauer (NZL)           | 100e                       |
| 172                        | Tom Devriendt (BEL)        | 53e                        |
| 173                        | Tobias Ludvigsson (SWE)    | 109e                       |
| 174                        | Nicolò Parisini (ITA)      | 106e                       |
| 175                        | Joey Rosskopf (USA)        | 99e                        |
| 176                        | Szymon Sajnok (POL)        | AB                         |

| Van Rysel-Roubaix Lille Métropole VRL | Van Rysel-Roubaix Lille Métropole VRL | Van Rysel-Roubaix Lille Métropole VRL |
| ------------------------------------- | ------------------------------------- | ------------------------------------- |
| Num                                   | Coureur                               | Pos                                   |
| 181                                   | Thomas Boudat (FRA)                   | AB                                    |
| 182                                   | Célestin Guillon (FRA)                | 61e                                   |
| 183                                   | Maxime Jarnet (FRA)                   | 130e                                  |
| 184                                   | Jérémy Leveau (FRA)                   | 26e                                   |
| 185                                   | Kenny Molly (BEL)                     | 116e                                  |
| 186                                   | Valentin Tabellion (FRA)              | 75e                                   |
| 187                                   | Norman Vahtra (EST)                   | 97e                                   |

| Bingoal WB BWB | Bingoal WB BWB                 | Bingoal WB BWB |
| -------------- | ------------------------------ | -------------- |
| Num            | Coureur                        | Pos            |
| 191            | Cériel Desal (BEL)             | 92e            |
| 192            | Luca De Meester (BEL)          | 55e            |
| 193            | Floris De Tier (BEL)           | 110e           |
| 194            | Louka Matthys (BEL)            | 78e            |
| 195            | Dimitri Peyskens (BEL)         | 23e            |
| 196            | Luca Van Boven (BEL)           | 16e            |
| 197            | Guillaume Van Keirsbulck (BEL) | 132e           |

| CIC U Nantes Atlantique UCN | CIC U Nantes Atlantique UCN | CIC U Nantes Atlantique UCN |
| --------------------------- | --------------------------- | --------------------------- |
| Num                         | Coureur                     | Pos                         |
| 201                         | Maël Guégan (FRA)           | 73e                         |
| 202                         | Enzo Boulet (FRA)           | 138e                        |
| 203                         | Enzo Briand (FRA)           | 111e                        |
| 204                         | Léo Danès (FRA)             | 74e                         |
| 205                         | Jordan Jegat (FRA)          | 69e                         |
| 206                         | Yaël Joalland (FRA)         | 98e                         |
| 207                         | Nolann Mahoudo (FRA)        | 70e                         |

| Equipo Kern Pharma EKP | Equipo Kern Pharma EKP   | Equipo Kern Pharma EKP |
| ---------------------- | ------------------------ | ---------------------- |
| Num                    | Coureur                  | Pos                    |
| 211                    | Roger Adrià (ESP)        | 21e                    |
| 212                    | Igor Arrieta (ESP)       | 62e                    |
| 213                    | Urko Berrade (ESP)       | 57e                    |
| 214                    | Álex Jaime (ESP)         | 104e                   |
| 215                    | Martí Márquez (ESP)      | 123e                   |
| 216                    | Pau Miquel (ESP)         | 43e                    |
| 217                    | Danny van der Tuuk (NED) | 135e                   |

| Nice Métropole Côte d'Azur NMC | Nice Métropole Côte d'Azur NMC | Nice Métropole Côte d'Azur NMC |
| ------------------------------ | ------------------------------ | ------------------------------ |
| Num                            | Coureur                        | Pos                            |
| 221                            | Jonathan Couanon (FRA)         | 112e                           |
| 222                            | Tristan Delacroix (FRA)        | 121e                           |
| 223                            | Damien Girard (FRA)            | AB                             |
| 224                            | Paul Hennequin (FRA)           | 133e                           |
| 225                            | Jean-Louis Le Ny (FRA)         | 56e                            |
| 226                            | Axel Narbonne-Zuccarelli (FRA) | 127e                           |
| 227                            | Larry Valvasori (LUX)          | 81e                            |